# اسپازیو ویتاله

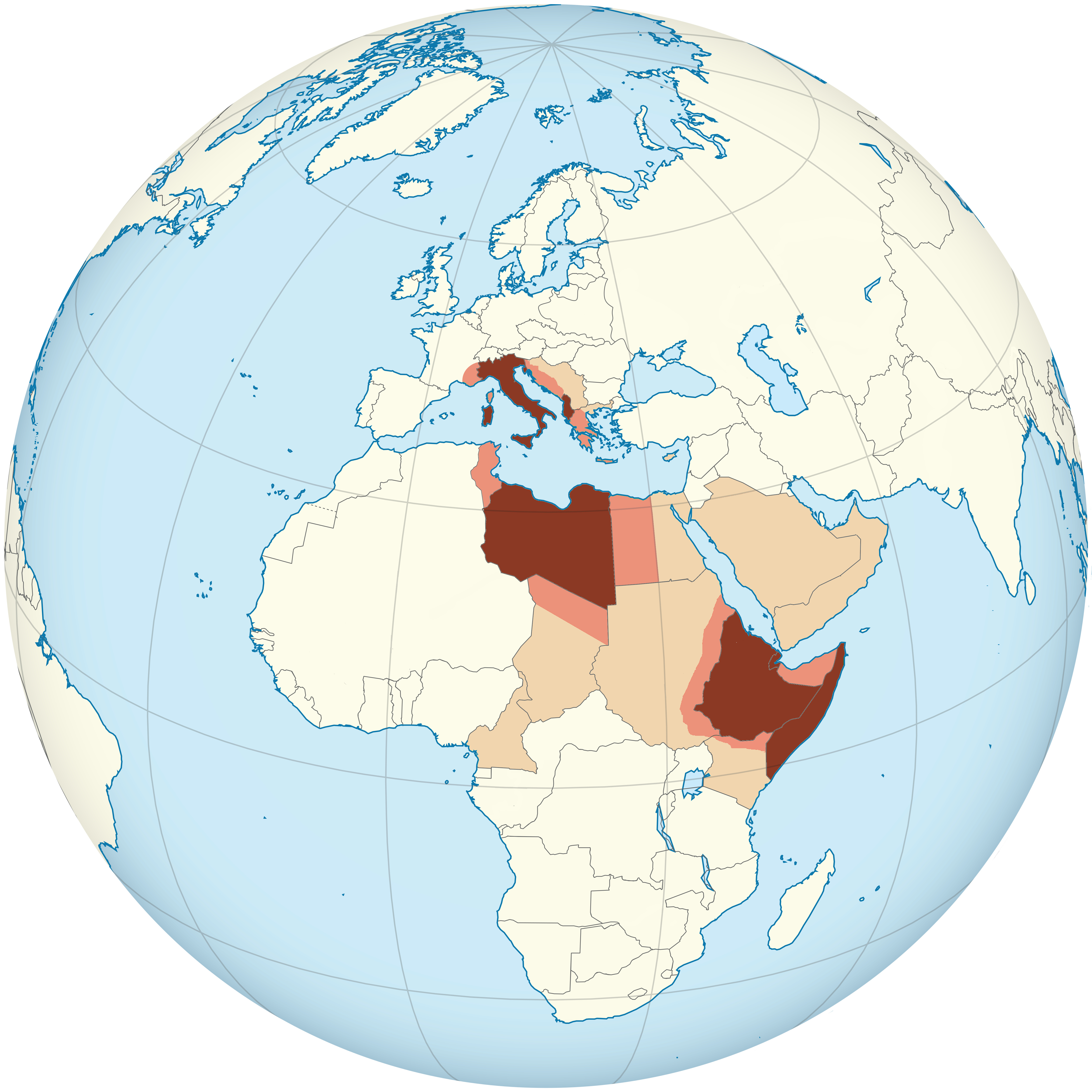
امپراتوری ایتالیا باید در چارچوب سیاست اسپازیو ویتاله تحقق یابد. قرمز تیره سرزمین اصلی ایتالیا و تحت‌الحمایه‌ها و مستعمرات ایتالیا را نشان می‌دهد، قرمز روشن نشان‌دهنده سرزمین‌هایی است که در طول جنگ جهانی دوم توسط سربازان ایتالیایی اشغال شده بودند، و رنگ بژ نشان‌دهنده سرزمین‌های که در امپراتوری ایتالیا پیش‌بینی شده‌است.

اسپازیو ویتاله (انگلیسی: Spazio vitale) به معنی فضای حیاتی یا فضای زندگی مفهومی توسعه طلبانه در فاشیسم ایتالیایی بود. در اصطلاح جهانی چنین تعریف شده‌است: آن بخشی از کره زمین که نیازهای حیاتی یا انگیزه انبساط کشوری با سازمان واحد قدرتمند را گسترش می‌دهد و می‌خواهد با گسترش فراتر از مرزهای ملی خود نیازهای خود را برآورده سازد. این مفهوم مشابه سیاست لبنسراوم در حزب ناسیونال سوسیالیست کارگران آلمان و مفهوم مانیفست سرنوشت در آمریکا بود.